# Pontypridd (circonscription du Parlement britannique)
Pour l’article homonyme, voir Pontypridd.
Ne doit pas être confondu avec Pontypridd (circonscription galloise).
Circonscription parlementaire de la 

Chambre des communes
Pontypriddest une circonscription parlementaire britannique située au pays de Galles.

## Members of Parliament
Comme beaucoup de sièges dans le sud du Pays de Galles, Pontypridd a été retenu par le Labour depuis plus de 95 ans.
| Élection | Élection | Membres                  | Parti             | Portrait |
| -------- | -------- | ------------------------ | ----------------- | -------- |
|          | 1918     | Thomas Arthur Lewis      | Coalition Liberal |          |
|          | 1922     | Thomas Arthur Lewis      | National Liberal  |          |
|          | 1922     | Thomas Isaac Mardy Jones | Labour            |          |
|          | 1931     | David Lewis Davies       | Labour            |          |
|          | 1938     | Arthur Pearson           | Labour            |          |
|          | 1970     | Brynmor John             | Labour            |          |
|          | 1989     | Dr Kim Howells           | Labour            |          |
|          | 2010     | Owen Smith               | Labour            |          |
|          | 2019     | Alex Davies-Jones        | Travailliste      |          |

## Élections

### Élections dans les années 2010
| Élections générales de 2017: Pontypridd |                    |                     |        |      |       |
| Parti                                   | Parti              | Candidat            | Votes  | %    | ±     |
|                                         | Labour             | Owen Smith          | 22,103 | 55.4 | +14.3 |
|                                         | Conservateur       | Juliette Ash        | 10,655 | 26.7 | +9.4  |
|                                         | Plaid Cymru        | Fflur Elin          | 4,102  | 10.3 | -1.2  |
|                                         | Libéral Démocrates | Mike Powell         | 1,963  | 4.9  | -8.0  |
|                                         | UKIP               | Robin Hunter-Clarke | 1,071  | 2.7  | -10.7 |
| Majorité                                | Majorité           | Majorité            | 11,448 | 28.7 | +5.0  |
| Participation                           | Participation      | Participation       | 39,894 | 65.9 | +1.6  |
|                                         | Labour hold        | Labour hold         | Swing  | +2.5 |       |

| Élections générales de 2015: Pontypridd |                    |                  |        |      |       |
| Parti                                   | Parti              | Candidat         | Votes  | %    | ±     |
|                                         | Labour             | Owen Smith       | 15,554 | 41.1 | +2.3  |
|                                         | Conservateur       | Ann-Marie Mason  | 6,569  | 17.3 | +1.1  |
|                                         | UKIP               | Andrew Tomkinson | 5,085  | 13.4 | +10.0 |
|                                         | Libéral Démocrates | Mike Powell      | 4,904  | 12.9 | −18.3 |
|                                         | Plaid Cymru        | Osian Lewis      | 4,348  | 11.5 | +4.2  |
|                                         | Green              | Katy Clay        | 992    | 2.6  | +1.6  |
|                                         | Socialiste Labour  | Damien Biggs     | 332    | 0.9  | −0.3  |
|                                         | TUSC               | Esther Pearson   | 98     | 0.3  | N/A   |
| Majorité                                | Majorité           | Majorité         | 8,985  | 23.7 | +16.1 |
| Participation                           | Participation      | Participation    | 37,882 | 64.3 | +1.3  |
|                                         | Labour hold        | Labour hold      | Swing  | −0.1 |       |

| Élections générales de 2010: Pontypridd, |                    |               |        |       |       |
| Parti                                    | Parti              | Candidat      | Votes  | %     | ±     |
|                                          | Labour             | Owen Smith    | 14,220 | 38.8  | −15.4 |
|                                          | Libéral Démocrates | Mike Powell   | 11,435 | 31.2  | +11.2 |
|                                          | Conservateur       | Lee Gonzalez  | 5,932  | 16.2  | +4.6  |
|                                          | Plaid Cymru        | Ioan Bellin   | 2,673  | 7.3   | −3.7  |
|                                          | UKIP               | David Bevan   | 1,229  | 3.4   | +0.8  |
|                                          | Socialiste Labour  | Simon Parsons | 456    | 1.2   | N/A   |
|                                          | Christian          | Donald Watson | 365    | 1.0   | N/A   |
|                                          | Green              | John Matthews | 361    | 1.0   | N/A   |
| Majorité                                 | Majorité           | Majorité      | 2,785  | 7.6   | −25.7 |
| Participation                            | Participation      | Participation | 36,671 | 63.0  | −0.2  |
|                                          | Labour hold        | Labour hold   | Swing  | −13.3 |       |

### Élections dans les années 2000
| Élections générales de 2005: Pontypridd |                    |                  |        |      |       |
| Parti                                   | Parti              | Candidat         | Votes  | %    | ±     |
|                                         | Labour             | Kim Howells      | 20,919 | 52.8 | −7.1  |
|                                         | Libéral Démocrates | Mike Powell      | 7,728  | 19.5 | +8.7  |
|                                         | Conservateur       | Quentin Edwards  | 5,321  | 13.4 | +0.1  |
|                                         | Plaid Cymru        | Julie Richards   | 4,420  | 11.2 | −2.6  |
|                                         | UKIP               | David Bevan      | 1,013  | 2.6  | +1.0  |
|                                         | Communiste         | Robert Griffiths | 233    | 0.6  | N/A   |
| Majorité                                | Majorité           | Majorité         | 13,191 | 33.3 | −12.8 |
| Participation                           | Participation      | Participation    | 39,634 | 60.9 | +7.5  |
|                                         | Labour hold        | Labour hold      | Swing  | −7.9 |       |

| Élections générales de 2001: Pontypridd |                    |                 |        |      |       |
| Parti                                   | Parti              | Candidat        | Votes  | %    | ±     |
|                                         | Labour             | Kim Howells     | 22,963 | 59.9 | −3.9  |
|                                         | Plaid Cymru        | Bleddyn Hancock | 5,279  | 13.8 | +7.3  |
|                                         | Conservateur       | Prudence Dailey | 5,096  | 13.3 | +0.4  |
|                                         | Libéral Démocrates | Eric Brooke     | 4,152  | 10.8 | −2.6  |
|                                         | UKIP               | Susan Warry     | 603    | 1.6  | N/A   |
|                                         | ProLife Alliance   | Joseph Biddulph | 216    | 0.6  | N/A   |
| Majorité                                | Majorité           | Majorité        | 17,684 | 46.1 | −4.4  |
| Participation                           | Participation      | Participation   | 38,309 | 58.0 | -13.4 |
|                                         | Labour hold        | Labour hold     | Swing  | −5.6 |       |

### Élections dans les années 1990
| Élections générales de 1997: Pontypridd |                    |                   |        |      |       |
| Parti                                   | Parti              | Candidat          | Votes  | %    | ±     |
|                                         | Labour             | Kim Howells       | 29,290 | 63.9 | +3.1  |
|                                         | Libéral Démocrates | Nigel Howells     | 6,161  | 13.4 | +4.9  |
|                                         | Conservateur       | Jonathan M. Cowen | 5,910  | 12.9 | −7.4  |
|                                         | Plaid Cymru        | Owain Llewelyn    | 2,977  | 6.5  | −2.6  |
|                                         | Referendum         | John Wood         | 874    | 1.9  | N/A   |
|                                         | Socialist Labour   | Peter Skelly      | 380    | 0.8  | N/A   |
|                                         | Communiste         | Robert Griffiths  | 178    | 0.4  | N/A   |
|                                         | Natural Law        | Anthony G. Moore  | 85     | 0.2  | N/A   |
| Majorité                                | Majorité           | Majorité          | 23,129 | 50.4 | +10.0 |
| Participation                           | Participation      | Participation     | 45,855 | 71.4 | -7.8  |
|                                         | Labour hold        | Labour hold       | Swing  | −0.9 |       |

| Élections générales de 1992: Pontypridd, |                    |                   |        |      |       |
| Parti                                    | Parti              | Candidat          | Votes  | %    | ±     |
|                                          | Labour             | Kim Howells       | 29,722 | 60.8 | +4.5  |
|                                          | Conservateur       | Peter D. Donnelly | 9,925  | 20.3 | +0.8  |
|                                          | Plaid Cymru        | Delme Bowen       | 4,448  | 9.1  | +3.8  |
|                                          | Libéral Démocrates | Steve Belzak      | 4,180  | 8.5  | −10.3 |
|                                          | Green              | Emma J. Jackson   | 615    | 1.3  | N/A   |
| Majorité                                 | Majorité           | Majorité          | 19,797 | 40.5 | +3.6  |
| Participation                            | Participation      | Participation     | 48,890 | 79.3 | +2.5  |
|                                          | Labour hold        | Labour hold       | Swing  | +1.8 |       |

### Élections dans les années 1980
| Élections partielle de 1989: Pontypridd |                              |                |        |       |       |
| Parti                                   | Parti                        | Candidat       | Votes  | %     | ±     |
|                                         | Labour                       | Kim Howells    | 20,549 | 53.4  | −2.9  |
|                                         | Plaid Cymru                  | Syd Morgan     | 9,775  | 25.3  | +20.0 |
|                                         | Conservateur                 | Nigel Evans    | 5,212  | 13.5  | −6.0  |
|                                         | Social and Liberal Democrats | Tom Ellis      | 1,500  | 3.9   | −15.0 |
|                                         | Social Democratic            | Terry Thomas   | 1,199  | 3.1   | −7.2  |
|                                         | Communiste                   | David Richards | 239    | 0.6   | N/A   |
|                                         | Indépendant                  | David Black    | 57     | 0.1   | N/A   |
| Majorité                                | Majorité                     | Majorité       | 10,794 | 28.0  | −8.8  |
| Participation                           | Participation                | Participation  | 38,511 | 62.0  | −19.3 |
|                                         | Labour hold                  | Labour hold    | Swing  | −11.5 |       |

| Élections générales de 1987: Pontypridd, |                   |                      |         |      |       |
| Parti                                    | Parti             | Candidat             | Votes   | %    | ±     |
|                                          | Labour            | Brynmor John         | 26,422  | 56.3 | +10.7 |
|                                          | Conservateur      | Desmond Swayne       | 9,145   | 19.5 | −3.4  |
|                                          | Social Democratic | Peter Sain-Ley-Berry | 8,865   | 18.9 | −7.0  |
|                                          | Plaid Cymru       | Delme Bowen          | 2,498   | 5.3  | +0.7  |
| Majorité                                 | Majorité          | Majorité             | 17,277  | 36.8 | +17.1 |
| Participation                            | Participation     | Participation        | 46,930b | 76.6 | +3.9  |
|                                          | Labour hold       | Labour hold          | Swing   | +7.1 |       |

| Élections générales de 1983c : Pontypridd, |                   |                   |         |      |       |
| Parti                                      | Parti             | Candidat          | Votes   | %    | ±     |
|                                            | Labour            | Brynmor John      | 20,188  | 45.6 | −10.4 |
|                                            | Social Democratic | Richard Langridge | 11,444  | 25.9 | N/A   |
|                                            | Conservateur      | Richard Evans     | 10,139  | 22.9 | −6.3  |
|                                            | Plaid Cymru       | Janet Davies      | 2,065   | 4.7  | +0.9  |
|                                            | Green             | Alwyn K. Jones    | 449     | 1.0  | N/A   |
| Majorité                                   | Majorité          | Majorité          | 8,744   | 19.8 | −7.0  |
| Participation                              | Participation     | Participation     | 44,285d | 72.7 | −5.4  |
|                                            | Labour hold       | Labour hold       | Swing   | −5.2 |       |

### Élections dans les années 1970
| Élections générales de 1979: Pontypridd |                |                     |         |       |      |
| Parti                                   | Parti          | Candidat            | Votes   | %     | ±    |
|                                         | Labour         | Brynmor John        | 32,801  | 55.97 | −0.6 |
|                                         | Conservateur   | Michael Clay        | 17,114  | 29.21 | +8.9 |
|                                         | Libéral        | Hugh Penri-Williams | 6,228   | 10.63 | −4.9 |
|                                         | Plaid Cymru    | Alun Roberts        | 2,200   | 3.76  | −3.8 |
|                                         | National Front | R.G. Davies         | 263     | 0.45  | N/A  |
| Majorité                                | Majorité       | Majorité            | 15,687  | 26.77 | −9.5 |
| Participation                           | Participation  | Participation       | 58,606h | 78.1  | +4.3 |
|                                         | Labour hold    | Labour hold         | Swing   | −4.7  |      |

| Élections générales d'octobre 1974: Pontypridd |               |               |         |       |       |
| Parti                                          | Parti         | Candidat      | Votes   | %     | ±     |
|                                                | Labour        | Brynmor John  | 29,302  | 56.57 | +4.6  |
|                                                | Conservateur  | Alun Jones    | 10,528  | 20.33 | −0.8  |
|                                                | Libéral       | Mary Murphy   | 8,050   | 15.55 | -2.79 |
|                                                | Plaid Cymru   | Richard Kemp  | 3,917   | 7.57  | −1.0  |
| Majorité                                       | Majorité      | Majorité      | 18,774  | 36.3  | +5.4  |
| Participation                                  | Participation | Participation | 51,797i | 73.79 | −3.6  |
|                                                | Labour hold   | Labour hold   | Swing   | +2.7  |       |

| Élections générales de février 1974: Pontypridd |               |               |         |       |       |
| Parti                                           | Parti         | Candidat      | Votes   | %     | ±     |
|                                                 | Labour        | Brynmor John  | 28,028  | 51.97 | −6.6  |
|                                                 | Conservateur  | Alun Jones    | 11,406  | 21.15 | +4.3  |
|                                                 | Libéral       | Mary Murphy   | 9,889   | 18.34 | +4.2  |
|                                                 | Plaid Cymru   | Richard Kemp  | 4,612   | 8.56  | −1.9  |
| Majorité                                        | Majorité      | Majorité      | 16,622  | 30.82 | −10.8 |
| Participation                                   | Participation | Participation | 53,935j | 77.40 | +3.0  |
|                                                 | Labour hold   | Labour hold   | Swing   | −5.4  |       |

| Élections générales de 1970: Pontypridd |               |                 |         |       |       |
| Parti                                   | Parti         | Candidat        | Votes   | %     | ±     |
|                                         | Labour        | Brynmor John    | 28,414  | 58.5  | −16.4 |
|                                         | Conservateur  | Michael Withers | 8,205   | 16.9  | −8.2  |
|                                         | Libéral       | Mary Murphy     | 6,871   | 14.2  | N/A   |
|                                         | Plaid Cymru   | Errol Jones     | 5,059   | 10.4  | N/A   |
| Majorité                                | Majorité      | Majorité        | 20,209  | 41.6  | −8.2  |
| Participation                           | Participation | Participation   | 48,549k | 74.39 | −0.3  |
|                                         | Labour hold   | Labour hold     | Swing   | −4.1  |       |

### Élections dans les années 1960
| Élections générales de 1966: Pontypridd |               |                        |         |       |      |
| Parti                                   | Parti         | Candidat               | Votes   | %     | ±    |
|                                         | Labour        | Arthur Pearson         | 30,840  | 74.9  | +3.6 |
|                                         | Conservateur  | Kenneth Green-Wanstall | 10,325  | 25.09 | −3.6 |
| Majorité                                | Majorité      | Majorité               | 20,515  | 49.8  | +7.1 |
| Participation                           | Participation | Participation          | 41,365l | 74.73 | −2.1 |
|                                         | Labour hold   | Labour hold            | Swing   | +3.6  |      |

| Élections générales de 1964: Pontypridd |               |                |         |       |      |
| Parti                                   | Parti         | Candidat       | Votes   | %     | ±    |
|                                         | Labour        | Arthur Pearson | 29,533  | 71.35 | +3.2 |
|                                         | Conservateur  | John Warrender | 11,859  | 28.65 | −3.2 |
| Majorité                                | Majorité      | Majorité       | 17,674  | 42.70 | +6.2 |
| Participation                           | Participation | Participation  | 41,392m | 76.86 | −4.3 |
|                                         | Labour hold   | Labour hold    | Swing   | +3.2  |      |

### Élections dans les années 1950
| Élections générales de 1959: Pontypridd |               |                       |         |       |      |
| Parti                                   | Parti         | Candidat              | Votes   | %     | ±    |
|                                         | Labour        | Arthur Pearson        | 29,853  | 68.20 | −2.9 |
|                                         | Conservateur  | Brandon Rhys-Williams | 13,896  | 31.80 | +2.9 |
| Majorité                                | Majorité      | Majorité              | 15,957  | 36.50 | −5.8 |
| Participation                           | Participation | Participation         | 43,749n | 81.20 | +6.3 |
|                                         | Labour hold   | Labour hold           | Swing   | −2.9  |      |

| Élections générales de 1955: Pontypridd |               |                |         |       |      |
| Parti                                   | Parti         | Candidat       | Votes   | %     | ±    |
|                                         | Labour        | Arthur Pearson | 28,881  | 71.14 | −1.1 |
|                                         | Conservateur  | Thomas Tyrrell | 11,718  | 28.87 | +1.1 |
| Majorité                                | Majorité      | Majorité       | 17,163  | 42.28 | −2.2 |
| Participation                           | Participation | Participation  | 40,599o | 74.89 | −8.4 |
|                                         | Labour hold   | Labour hold    | Swing   | −1.1  |      |

| Élections générales de 1951: Pontypridd |               |                      |         |       |      |
| Parti                                   | Parti         | Candidat             | Votes   | %     | ±    |
|                                         | Labour        | Arthur Pearson       | 32,586  | 72.26 | +3.3 |
|                                         | Conservateur  | James Lionel Manning | 12,511  | 27.75 | +7.6 |
| Majorité                                | Majorité      | Majorité             | 20,075  | 44.52 | −4.3 |
| Participation                           | Participation | Participation        | 45,097p | 83.32 | −0.9 |
|                                         | Labour hold   | Labour hold          | Swing   | −2.1  |      |

| Élections générales de 1950: Pontypridd |               |                                |         |       |      |
| Parti                                   | Parti         | Candidat                       | Votes   | %     | ±    |
|                                         | Labour        | Arthur Pearson                 | 30,945  | 68.9  | +0.3 |
|                                         | Conservateur  | Thomas Esmôr Rhys Rhys-Roberts | 9,049   | 20.2  | +2.3 |
|                                         | Libéral       | David Irwin Charles Lewis      | 4,895   | 10.9  | −2.6 |
| Majorité                                | Majorité      | Majorité                       | 21,896  | 48.78 | −1.9 |
| Participation                           | Participation | Participation                  | 44,889q | 84.3  | +8.3 |
|                                         | Labour hold   | Labour hold                    | Swing   | −1.0  |      |

### Élections dans les années 1940
| Élections générales de 1945: Pontypridd |               |                     |         |       |       |
| Parti                                   | Parti         | Candidat            | Votes   | %     | ±     |
|                                         | Labour        | Arthur Pearson      | 27,823  | 68.62 | +8.7  |
|                                         | Conservateur  | Cennydd Traherne    | 7,260   | 17.9  | N/A   |
|                                         | Libéral       | John Ellis Williams | 5,464   | 13.5  | N/A   |
| Majorité                                | Majorité      | Majorité            | 20,563  | 50.7  | +30.8 |
| Participation                           | Participation | Participation       | 40,547r | 76.0  | +6.7  |
|                                         | Labour hold   | Labour hold         | Swing   | +15.4 |       |

### Élections dans les années 1930
| Élection partielle de 1938: Pontypridd |                  |                      |        |      |     |
| Parti                                  | Parti            | Candidat             | Votes  | %    | ±   |
|                                        | Labour           | Arthur Pearsone      | 22,159 | 59.9 | N/A |
|                                        | Libéral National | Juliet Rhys-Williams | 14,810 | 40.1 | N/A |
| Majorité                               | Majorité         | Majorité             | 7,349  | 19.9 | N/A |
| Participation                          | Participation    | Participation        | 36,969 | 69.3 | N/A |
|                                        | Labour hold      | Labour hold          | Swing  | N/A  |     |

| Élections générales de 1935: Pontypridd |             |                    |                 |                 |                 |
| Parti                                   | Parti       | Candidat           | Votes           | %               | ±               |
|                                         | Labour      | David Lewis Davies | Sans opposition | Sans opposition | Sans opposition |
|                                         | Labour hold |                    |                 |                 |                 |

| Élections générales de 1931: Pontypridd, |                    |                    |         |       |     |
| Parti                                    | Parti              | Candidat           | Votes   | %     | ±   |
|                                          | Labour             | David Lewis Davies | 21,751  | 58.4  | N/A |
|                                          | Libéral            | Bernard Acworth    | 13,937  | 37.4  | N/A |
|                                          | Independent Labour | Thomas Mardy-Jones | 1,110   | 3.0   | N/A |
|                                          | New Party          | William Lowell     | 466     | 1.3   | N/A |
| Majorité                                 | Majorité           | Majorité           | 7,814   | 20.97 | N/A |
| Participation                            | Participation      | Participation      | 37,264t | 78.7  | N/A |
|                                          | Labour hold        | Labour hold        | Swing   | +2.3  |     |

| Élection partielle de 1931: Pontypridd, |               |                    |        |       |     |
| Parti                                   | Parti         | Candidat           | Votes  | %     | ±   |
|                                         | Labour        | David Lewis Davies | 20,687 | 59.89 | N/A |
|                                         | Libéral       | Geoffrey Crawshay  | 8,368  | 24.23 | N/A |
|                                         | Unioniste     | David J Evans      | 5,489  | 15.89 | N/A |
| Majorité                                | Majorité      | Majorité           | 12,319 | 35.7  | N/A |
| Participation                           | Participation | Participation      | 34,544 | 73.0  | N/A |
|                                         | Labour hold   | Labour hold        | Swing  | +9.7  |     |

### Élections dans les années 1920
| Élections générales de 1929: Pontypridd |               |                     |         |       |       |
| Parti                                   | Parti         | Candidat            | Votes   | %     | ±     |
|                                         | Labour        | Thomas Mardy-Jones  | 20,835  | 53.12 | −2.8  |
|                                         | Libéral       | John Victor Evans   | 14,421  | 36.8  | N/A   |
|                                         | Unioniste     | May Gordon Williams | 3,967   | 10.1  | −34.0 |
| Majorité                                | Majorité      | Majorité            | 6,414   | 16.4  | +4.5  |
| Participation                           | Participation | Participation       | 39,223u | 82.0  | +2.3  |
|                                         | Labour hold   | Labour hold         | Swing   | +2.3  |       |

| Élections générales de 1924: Pontypridd |               |                    |         |       |      |
| Parti                                   | Parti         | Candidat           | Votes   | %     | ±    |
|                                         | Labour        | Thomas Mardy-Jones | 18,301  | 55.93 | +1.0 |
|                                         | Unioniste     | David J Evans      | 14,425  | 44.1  | N/A  |
| Majorité                                | Majorité      | Majorité           | 3,876   | 11.9  | +2.1 |
| Participation                           | Participation | Participation      | 32,726v | 79.6  | +3.6 |
|                                         | Labour hold   | Labour hold        | Swing   | +1.0  |      |

| Élections générales de 1923: Pontypridd |               |                    |        |      |       |
| Parti                                   | Parti         | Candidat           | Votes  | %    | ±     |
|                                         | Labour        | Thomas Mardy-Jones | 16,837 | 54.9 | +7.7  |
|                                         | Libéral       | Jon David Rees     | 13,839 | 45.1 | +19.8 |
| Majorité                                | Majorité      | Majorité           | 2,998  | 9.8  | −9.9  |
| Participation                           | Participation | Participation      | 30,676 | 76.0 | -0.8  |
|                                         | Labour hold   | Labour hold        | Swing  | −6.0 |       |

| Élections générales de 1922: Pontypridd |                  |                    |        |      |     |
| Parti                                   | Parti            | Candidat           | Votes  | %    | ±   |
|                                         | Labour           | Thomas Mardy-Jones | 14,884 | 47.2 | N/A |
|                                         | National Libéral | Rhys Rhys-Williams | 8,667  | 27.5 | N/A |
|                                         | Unioniste        | J. Griffith Jones  | 7,994  | 25.4 | N/A |
| Majorité                                | Majorité         | Majorité           | 6,217  | 19.7 | N/A |
| Participation                           | Participation    | Participation      | 31,545 | N/A  | N/A |
|                                         | Labour hold      | Labour hold        | Swing  | N/A  |     |

| Élection partielle de 1922: Pontypridd |                              |                              |        |       |     |
| Parti                                  | Parti                        | Candidat                     | Votes  | %     | ±   |
|                                        | Labour                       | Thomas Mardy-Jones           | 16,630 | 57.0  | N/A |
|                                        | Libéral                      | Thomas Arthur Lewis          | 12,550 | 43.0  | N/A |
| Majorité                               | Majorité                     | Majorité                     | 4,080  | 13.19 | N/A |
| Participation                          | Participation                | Participation                | 29,180 | N/A   | N/A |
|                                        | Labour vainqueur sur Libéral | Labour vainqueur sur Libéral | Swing  | N/A   |     |

### Élections dans les années 1910
| Élections générales de 1918w : Pontypridd |                                   |                     |        |      |     |
| Parti                                     | Parti                             | Candidat            | Votes  | %    | ±   |
|                                           | Libéral                           | Thomas Arthur Lewis | 13,327 | 56.1 | N/A |
|                                           | Labour                            | David Lewis Davies  | 10,152 | 42.8 | N/A |
|                                           | Unioniste                         | Arthur Seaton       | 260    | 1.1  | N/A |
| Majorité                                  | Majorité                          | Majorité            | 3,175  | 13.4 | N/A |
| Participation                             | Participation                     | Participation       | 23,739 | 68.3 | N/A |
|                                           | Libéral Vainqueur (nouveau siège) |                     |        |      |     |

## Footnotes
- a  Avant 2010, la circonscription de Pontypridd comprenait également Cilfynydd, Glyncoch, Creigiau & Pentyrch Wards. La Cinquième revue périodique des limites parlementaires du Pays de Galles placée Cilfynydd & Glyncoch wards in the Cynon Valley & the Creigiau & Pentyrch wards in the Cardiff West. Ces changements ont été faits et mis en place pour l'Élections générales de 2010.
- b  L'électorat total pour la circonscription en juin 1987 était de 61,255.
- c  En 1983, le rapport de la troisième revue périodique des limites a apporté des changements majeurs à la circonscription, en éliminant la collectivité de Cowbridge et en lui attribuant le siège de Vale of Glamorgan et aussi en enlevant les communautés de Llanharry et de Llanharan au siège Ogmore. Cependant, les communautés Pentyrch et Creigiau ont été ajoutées au nouveau siège de l'ancien siège Barry, pour donner un nouveau siège avec près de 15 000 électeurs de moins.
- d  L'électorat total pour la circonscription nouvellement reconstituée en juin 1983 était de 60,883.
- e  La sélection initiale d'Arthur Pearson à la suite d'un processus très contesté lors d'une conférence de sélection à Pontyclun ne se produisit qu'après plusieurs tours de scrutin, et il fut finalement choisi contre l'agent local des mineurs W. H. May le 15 janvier 1938.
- h  L'électorat total pour la circonscription électorale en mai 1979 était de 75.050, ce qui était et reste le plus haut taux d'électorat enregistré jusqu'ici pour la circonscription de Pontypridd sous quelque forme que ce soit.
- i   L'électorat total pour la circonscription en Octobre 1974 était de 70,200.
- j  L'électorat total pour la circonscription en Février 1974 était de 69,685.
- k  L'électorat total pour la circonscription en Juin 1970 était de 65,265.
- l  L'électorat total pour la circonscription en Mars 1966 était de 55,088.
- m  L'électorat total pour la circonscription en Octobre 1964 était de 53,859.
- n  L'électorat total pour la circonscription en Octobre 1959 était de 53,903.
- o  L'électorat total pour la circonscription en Mai 1955 était de 54,214.
- p  L'électorat total pour la circonscription en Octobre 1951 était de 54,126.
- q  L'électorat total pour la circonscription en Février 1950 était de 53,275.
- r  L'électorat total pour la circonscription en Juillet 1945 était de 53,346.
- s  L'électorat total pour la circonscription en Novembre 1935 était de 48,469.
- t  L'électorat total pour la circonscription en Octobre 1931 était de 47,346.
- u  L'électorat total pour la circonscription en Mai 1929 était de 47,860.
- v  L'électorat total pour la circonscription en Octobre 1924 était de 41,099.
- w  Adoptée par le Representation of the People Act 1918 & créé à partir de l'ancien East Glamorganshire (qui comprenait Pontypridd & the Tonteg/Church Village/Llantwit Fardre areas) & South Glamorganshire (qui comprenait Llantrisant, Tonyrefail, Pontyclun, Llanharry & Cowbridge areas) Circonscription parlementaire, la circonscription de Pontypridd est restée inchangée de 1918 jusqu'aux l'élections générales de 1983 et comprenait les communautés de Cowbridge, Llantwit Major, St Athan, Ystradowen, Llandow & Bonvilston communities plus Pontypridd conseil de district urbain plus les districts ruraux de Llantrisant (incluant  Llanharry, Llanharan, Brynna) & Llantwit Fardre rural districts.
- x  L'électorat total pour la circonscription en décembre 1918 était de 34,778.